# Tula Mwanda
 (août 2014).
Tula Mwanda est un nom personnel bantou utilisé en République démocratique du Congo. Tula signifie « finir », et Mwanda « affaire », et ensemble « conclure l’affaire, l’affaire est finie ».